# Arnoldichthys
Arnoldichthys is een monotypisch geslacht van straalvinnige vissen uit de familie van de Afrikaanse karperzalmen (Alestidae).

## Soort
- Arnoldichthys spilopterus (Boulenger, 1909)